# Jean-Claude Roy
Pour les articles homonymes, voir Roy.
Jean-Claude Franck Léopold Roy, né  le 7 juin 1933 à Boulogne-Billancourt et mort le 7 août 2018 dans le 13e arrondissement de Paris, est un réalisateur et scénariste de cinéma français.

## Biographie
C'est en 1955 que Jean-Claude Roy  fait ses débuts au cinéma comme assistant réalisateur de 
Jean Gourguet (Les Premiers outrages) et de Pierre Méré (Impasse des vertus), auteurs de séries B « à la française ».
Il signe ses premières réalisations en 1957 avec les films de cabaret Printemps à Paris et Une nuit au Moulin-Rouge, mettant en scène des vedettes de l'époque comme Zappy Max, Bill Coleman ou Jean Tissier et même Charles Trenet. Parmi ses œuvres les plus célèbres, on citera Les Combinards en 1965, coécrit avec son ami Jacques Bernard et interprété par Darry Cowl et Michel Serrault, ainsi que Éducation anglaise en 1983.
Très tôt dans sa carrière, il s'oriente vers l'érotisme dans des films « légers » comme Érotique Parade ou Les Petites filles modèles avec Michèle Girardon, Bella Darvi, la débutante Marie-Georges Pascal et Romain Bouteille.
Après 1975, il participe à l'âge d'or du film pornographique avec des titres comme Les Enfilées, Maîtresse pour couple ou Cuisses ouvertes qu'il signe sous le pseudonyme de Patrick Aubin. Il dirige Brigitte Lahaie, Karine Gambier, Catherine Ringer, Cathy Stewart, Erika Cool, Cathy Ménard…
Il reste confiné au « X » tout au long les années 1980, ne signant qu'une comédie en 1983, puis revient au cinéma traditionnel dans les années 1990.
Jean-Claude Roy a écrit une grande partie des films qu'il a réalisés et signé les scénarios de Réseau secret (Jean Bastia, 1967) et de Dressage (Pierre B. Reinhard, 1986). 
Il a financé la majeure partie de ses films avec sa société Tanagra Productions, le plus souvent, entre 1975 et 1984, en coproduction avec Francis Mischkind. Il se consacre ensuite essentiellement à la production des films de Pierre B. Reinhard notamment.
On a aussi pu le voir faire quelques brèves apparitions comme acteur.

## Filmographie

### Comme réalisateur

#### Films non pornographiques, sous le nom de Jean-Claude Roy
- 1957 : Printemps à Paris (réalisateur et scénariste)
- 1957 : Une nuit au Moulin Rouge (réalisateur et scénariste)
- 1960 : L'Éveil de l'amour (coréalisateur : Georges Jaffé)
- 1961 : Un dur métier (court métrage) (réalisateur et scénariste)
- 1964 : Secret Network
- 1964 : Les Strip-teaseuses ou ces femmes que l'on croit faciles
- 1965 : Les Combinards (réalisateur et scénariste)
- 1968 : Érotique parade
- 1968 : Comment les séduire (réalisateur et scénariste)
- 1971 : Les Petites filles modèles
- 1971 : Dossier prostitution (réalisateur et scénariste)
- 1971 : La Maffia du plaisir ou Côte d'Azur interdite (réalisateur et scénariste)
- 1973 : Les Confidences de Sandra
- 1973 : L'Insolent  (réalisateur et scénariste)
- 1976 : Les Nuits chaudes de Justine (réalisateur et scénariste)
- 1983 : Y a-t-il un pirate sur l'antenne ? (réalisateur et scénariste)
- 1983 : Éducation anglaise (réalisateur et scénariste)
- 1991 : Massacres
- 1995 : Le Sourire du tigre

#### Films pornographiques, sous le nom de Patrick Aubin
- 1976 : Langue de velours ou La Dépravée
- 1976 : Les Cuisses en chaleur
- 1976 : Fantasia Sexuelle
- 1976 : Le Bouche trou ou La pénétrée
- 1976 : Les demoiselles de pensionnat  (version hard et version soft)
- 1977 : Nuits Suédoises
- 1977 : À pleine bouche
- 1977 : Corps à corps
- 1977 : Les Petites pensionnaires ou Brigade Call-girls (réalisateur et scénariste)
- 1977 : La Rage du sexe ou Chaleurs sexuelles (réalisateur et scénariste)
- 1977 : Perversités suédoises
- 1978 : Les Zizis en folie ou Femmes en délire (soft) (réalisateur et scénariste)
- 1978 : L'Hôtel des fantasmes ou Dépucelages
- 1979 : Couple cherche esclaves sexuels (réalisateur et scénariste)
- 1979 : Orgies adolescentes (réalisateur et scénariste)
- 1979 : La Grande enfilade
- 1979 : Confidences très intimes (compilation)
- 1979 : Photos scandale (réalisateur et scénariste) (soft)
- 1980 : Accouplements pour voyeurs ou Salons spéciaux (réalisateur et scénariste)
- 1980 : Hôtel de passe ou Minettes vicieuses
- 1980 : Cuisses ouvertes ou Initiation à l'échangisme
- 1980 : Allô réseau jouissance
- 1980 : Maîtresse pour couple ou Rencontres perverses (réalisateur et scénariste)
- 1980 : Les Soirées d'un couple voyeur ou Les Enfilées (réalisateur et scénariste)
- 1980 : Les après-midi d'une bourgeoise en chaleur (réalisateur et scénariste)
- 1981 : Innocence impudique (compilation)
- 1981 : Gamines ouvertes  (réalisateur et scénariste)
- 1981 : Provinciales en chaleur (réalisateur et scénariste)
- 1981 : Lingeries intimes (réalisateur et scénariste)
- 1982 : Derrière le miroir sans tain ou Désirs de femmes (réalisateur et scénariste)
- 1982 : Une épouse à tout faire ou Un couple moderne (réalisateur et scénariste)
- 1982 : Aventures extra-conjugales
- 1983 : Femmes seules pour dragueurs
- 1983 : Petites annonces très spéciales
- 1983 : Jeunes Danoises au pair ou Amours d'hivers
- 1984 : Humidités secrètes pour mouilleuses précoces
- 1984 : Débutantes nymphomanes pour messieurs solitaires
- 1984 : Pucelles chaudes et ouvertes pour folies sensuelles
- 1985 : Possession anales pour ingénues expertes

### Comme producteur
- 1957 : Bistro du coin de Paul Flon
- 1964 : Les Strip-teaseuses ou ces femmes que l'on croit faciles (réalisateur)
- 1968 : Comment les séduire (réalisateur)
- 1971 : Les Petites filles modèles (réalisateur)
- 1971 : Dossier prostitution (réalisateur)
- 1971 : La Maffia du plaisir ou Côte d'Azur interdite (réalisateur)
- 1973 : Les Confidences de Sandra (réalisateur)
- 1973 : L'Insolent  (réalisateur)
- 1976 : Les Nuits chaudes de Justine (réalisateur)
- 1976 : Langue de velours ou La Dépravée (réalisateur)
- 1976 : Les Cuisses en chaleur (réalisateur)
- 1976 : Fantasia Sexuelle (réalisateur)
- 1976 : Le Bouche trou ou La pénétrée (réalisateur)
- 1976 : Les demoiselles de pensionnat (réalisateur)
- 1977 : Nuits Suédoises (réalisateur)
- 1977 : À pleine bouche (réalisateur)
- 1977 : Corps à corps (réalisateur)
- 1977 : Les Petites pensionnaires ou Brigade Call-girls (réalisateur)
- 1977 : La Rage du sexe ou Chaleurs sexuelles (réalisateur)
- 1977 : Perversités suédoises (réalisateur)
- 1978 : Les Zizis en folie ou Femmes en délire (soft) (réalisateur)
- 1978 : l'Hôtel des fantasmes ou Dépucelages (réalisateur)
- 1979 : Couple cherche esclave sexuel (réalisateur)
- 1979 : Orgies adolescentes (réalisateur)
- 1979 : La Grande enfilade (réalisateur)
- 1979 : Confidences très intimes (réalisateur)
- 1979 : Photos scandale (réalisateur)
- 1980 : Accouplements pour voyeurs ou Salons spéciaux (réalisateur)
- 1980 : Hôtel de passe ou Minettes vicieuses (réalisateur)
- 1980 : Cuisses ouvertes ou Initiation à l'échangisme (réalisateur)
- 1980 : Allô réseau jouissance (réalisateur)
- 1980 : Maîtresse pour couple ou Rencontres perverses (réalisateur)
- 1980 : Les Soirées d'un couple voyeur ou Les Enfilées (réalisateur)
- 1980 : Les après-midi d'une bourgeoise en chaleur (réalisateur)
- 1981 : Innocence impudique (réalisateur)
- 1981 : Gamines ouvertes  (réalisateur)
- 1981 : Provinciales en chaleur (réalisateur)
- 1981 : Lingeries intimes (réalisateur)
- 1982 : Derrière le miroir sans tain ou Désirs de femmes (réalisateur)
- 1982 : Aventures extra-conjugales (réalisateur)
- 1982 : Paco l'infaillible de Didier Haudepin
- 1983 : Femmes seules pour dragueurs (réalisateur)
- 1983 : Petites annonces très spéciales (réalisateur)
- 1983 : Éducation anglaise (réalisateur)
- 1983 : Y a-t-il un pirate sur l'antenne ? (réalisateur)
- 1984 : Jeunes Danoises au pair ou Amours d'hivers (réalisateur)
- 1984 : Humidités secrètes pour mouilleuses précoces (réalisateur)
- 1984 : Débutantes nymphomanes pour messieurs solitaires (réalisateur)
- 1984 : Pucelles chaudes et ouvertes pour folies sensuelles (réalisateur)
- 1986 : Dressage de Pierre-B. Reinhard
- 1987 : La Revanche des mortes vivantes de Pierre-B. Reinhard
- 1988 : Le Diable rose de Pierre-B. Reinhard
- 1989 : Killing Car de Jean Rollin
- 1990 : Hard Show Girls de Pierre-B. Reinhard
- 1990 : Sex Clinique pour membres vigoureux de Pierre-B. Reinhard
- 1990 : Baiseuses excitantes pour voyeurs insatiables de Pierre-B. Reinhard
- 1991 : Education charnelle pour gamines perverses ou Ramba la bella e la bestia de Pierre-B. Reinhard
- 1991 : Profondes Sodomies pour fêlées du cul ou La moglie e la cocode de Pierre-B. Reinhard
- 1991 : Toilettes privées pour ingénues expertes de Pierre-B. Reinhard
- 1991 : La Gynéco aime sucer de Pierre-B. Reinhard
- 1991 : Cabinet de toilettes intimes de Pierre-B. Reinhard
- 1991 : Sucez-moi fillettes de Pierre-B. Reinhard
- 1992 : Chattes salées prêtes à baiser de Pierre-B. Reinhard
- 1991 : Massacres (réalisateur)
- 1992 : Ingénues échangistes de Pierre-B. Reinhard
- 1995 : Le Sourire du tigre (réalisateur)

### Comme acteur
- 1986 : Dressage de Pierre-B. Reinhard :
- 1990 : Baiseuses excitantes pour voyeurs insatiables de Pierre-B. Reinhard : le narrateur
- 1999 : Le Bleu des villes de Stéphane Brizé : l'amant de la mère de Solange
- 2007 : Jean Gourguet, un artisan du cinéma (documentaire TV) : lui-même
- 2008 : Françoise Dolto, le désir de vivre (TV) : le gardien Trousseau